# Рорбах, Винно фон
Винно фон Рорбах (англ. Wenno von Rohrbach) — первый Великий магистр Ордена меченосцев в 1202 — 1209 годах.
Участвовал во множестве кампаний ордена против прибалтийских язычников, литовцев и Новгородской республики. В 1207 году дает распоряжение на строительство  замка Зегевольд. В 1209 году также основывает свой замок в Ливонии — Венденский замок. Но в этом же году произошло и его обезглавлевание мечом одного из братьев — рыцарей ордена — Вигберта. Возможно это была месть или предательство со стороны рыцаря, которого могли подкупить знатные прибалтийские князья. Причина неизвестна. Винно фон Рорбах скончался в 1209 году в Венденском замке.